# Пфеффер, Антон
А́нтон Пфе́ффер (нем. Anton Pfeffer; род. 17 августа 1965, Лилиенфельд, Австрия) — австрийский футболист, защитник. Выступал в венской «Аустрии» и сборной Австрии.

## Карьера

### Клубная
Воспитанник футбольной школы клуба «Тюрниц» из одноимённого города. Профессиональную карьеру начал в 1985 году в венской «Аустрии», в которой играл вплоть до завершения карьеры в 2000 году, проведя за это время в составе клуба 396 матчей, забив 19 мячей, четырежды став чемпионом Австрии, столько же раз выиграв Кубок Австрии и Суперкубок Австрии. С 1998 года являлся капитаном команды. После завершения карьеры игрока, работал в 2001 году в «Аустрии» в качестве тренера.

### В сборной
В составе главной национальной сборной Австрии играл с 6 апреля 1988 года по 27 марта 1999 год, сыграв за это время 63 матча и забив 1 мяч. Участник чемпионата мира 1990 года и чемпионата мира 1998 года.

## Достижения
- Чемпион Австрии (4): 1985/86, 1990/91, 1991/92, 1992/93
- Обладатель Кубка Австрии (4): 1985/86, 1989/90, 1991/92, 1993/94
- Обладатель Суперкубка Австрии (4): 1990, 1991, 1992, 1993

## После карьеры
После завершения карьеры игрока в 2000 году, неудачно участвовал в местных выборах от Австрийской народной партии. С 2005 года работает консультантом исполнительного комитета по спортивным вопросам клуба «Санкт-Пёльтен». Помимо этого, Антон занялся карьерой исполнителя народных песен, выпустил диск с австрийскими народными песнями в собственном исполнении.